# Louis Garreau
Pour le général d'Empire, voir Louis Gareau.
Pour les articles homonymes, voir Garreau.
Louis Garreau (fl. 1770-1811) est un dessinateur et graveur français.

## Biographie
On ne sait pas grand chose de la vie de Louis Garreau. Il serait l'un des derniers élèves de Jacques-Philippe Le Bas puisque dans les années 1770 celui-ci termine lui-même des eaux fortes commencées par son apprenti et que l'on retrouve leurs deux signatures dans la lettre. Une des premières gravures datée et signée Garreau/Le Bas est annoncée à Paris le 26 janvier 1778, il s'agit du Marchand de poissons de Dieppe d'après Jean-Baptiste Bénard (fl., 1751-1789). Habitant vers 1781 « rue du Petit-Pont » près de la rue Saint-Séverin, Garreau collabore ensuite au Cabinet de Lebrun (1777-1791), puis au Cabinet de M. Poullain (1781), aux Figures de l'Histoire de France d'après Jean-Michel Moreau aux côtés de Jean Dambrun, ou encore à la Galerie du Palais Royal dirigée par Jacques Couché à partir de 1786.
Il aurait vécu à Amsterdam à partir de 1783 et ce, jusqu'en 1791, produisant plusieurs dizaines de pièces dans le cadre du projet éditorial franco-hollandais orchestré par Lebrun. Revenu à Paris, il travaille avec des éditeurs d'ouvrages illustrés, parfois en société avec François Dequevauviller, par exemple sur le Voyage dans la Basse et la Haute Égypte de Dominique Vivant Denon (1802).

On perd trace de son activité à Paris après 1811.

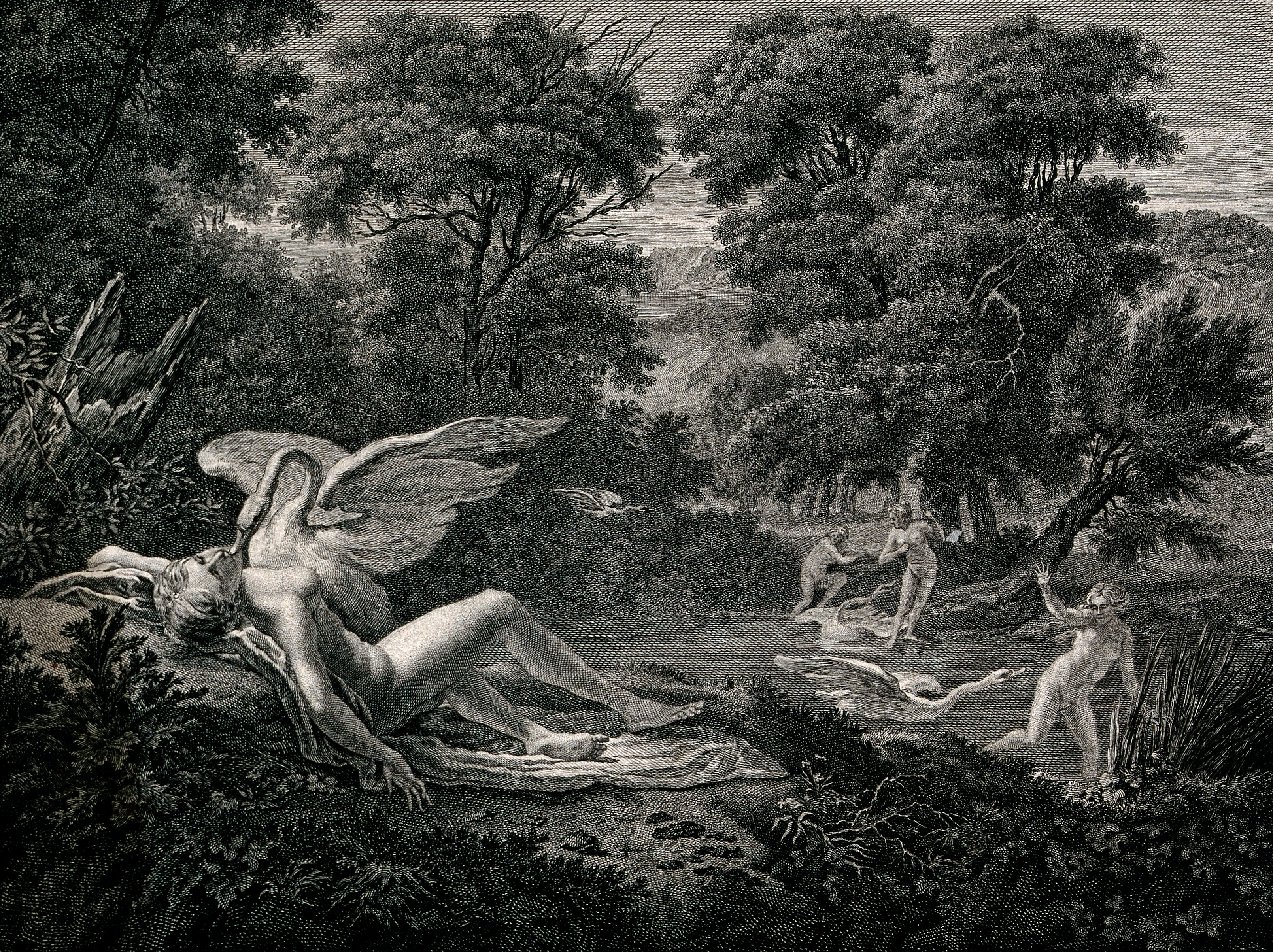
Léda et le cygne, gravure d'après Jan Verkolje.
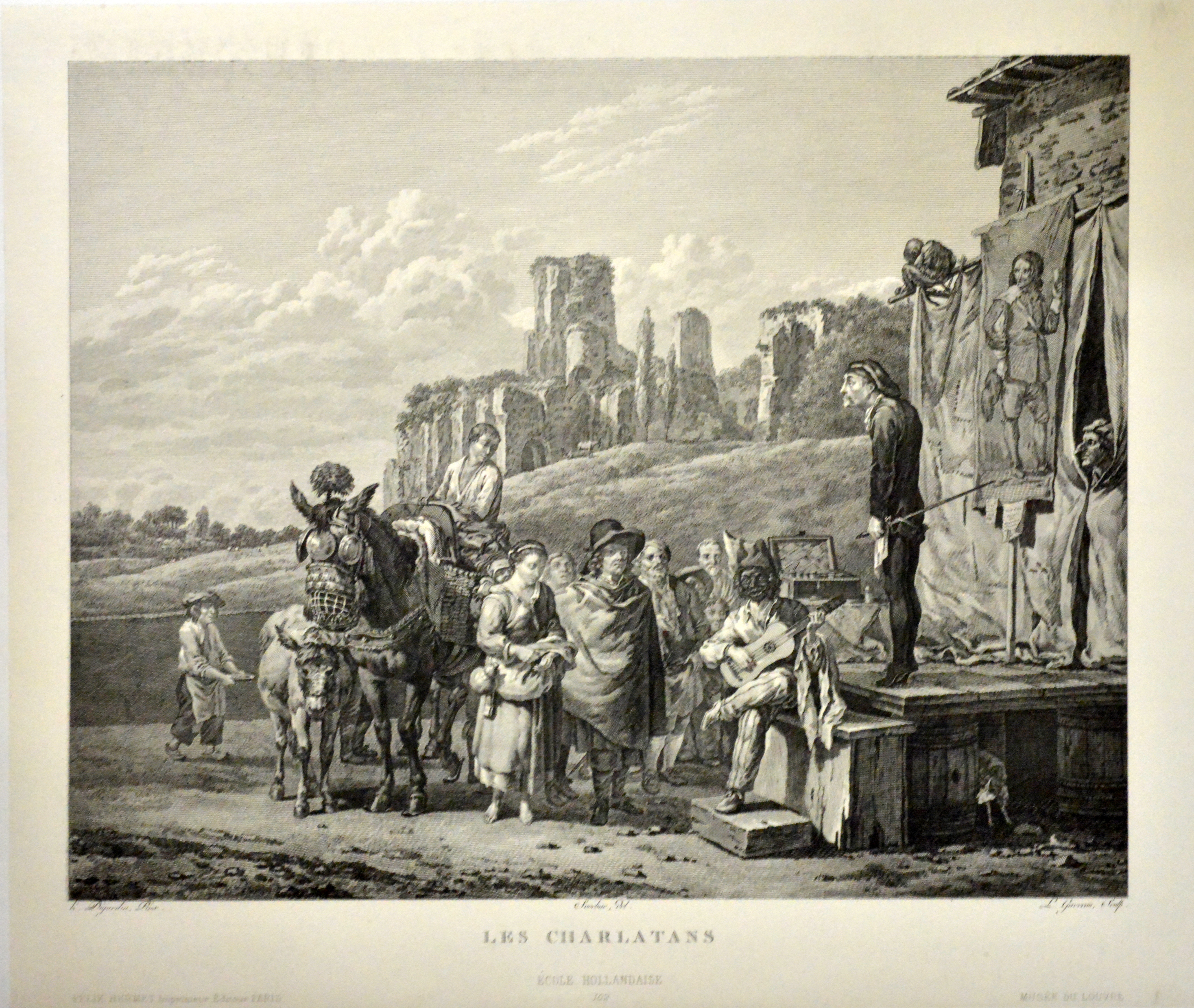
Les charlatans, gravure d'après Karel Dujardin.
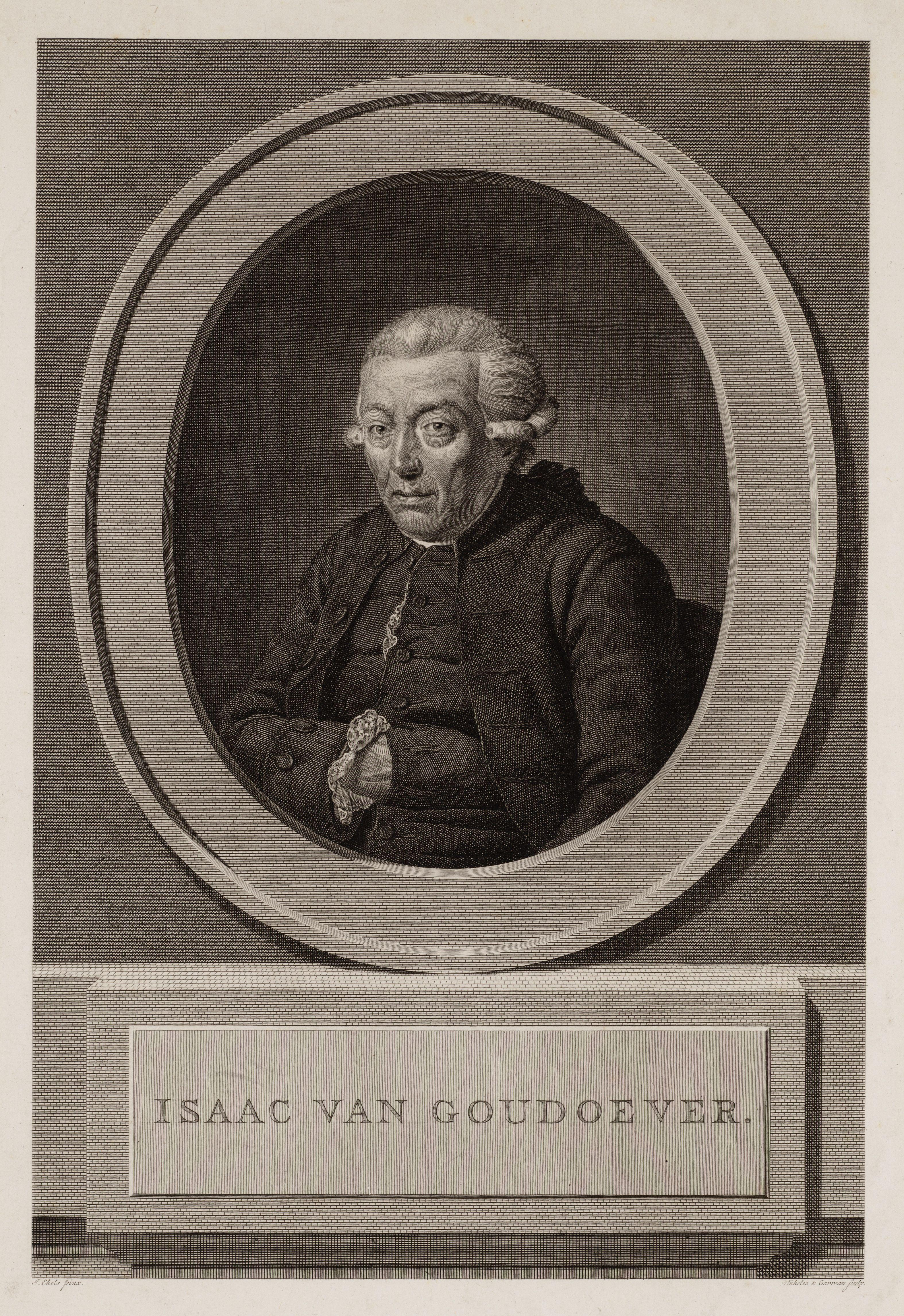
Isaac van Goudoever, gravure d'après Reinier Vinkeles.